# Шварц, Генрих
Генрих Шварц (нем. Heinrich Schwarz; 14 июня 1906, Мюнхен, Германская империя — 20 марта 1947, Зандвайер, Баден-Баден, Французская зона оккупации Германии) — гауптштурмфюрер СС, военный преступник, комендант концлагеря Аушвиц III Моновиц и Нацвейлер.

## Биография
Генрих Шварц родился 14 июня 1906 года в Мюнхене. В 1919 году присоединился к фрайкору Эппа. Став фотографом, Шварц периодически работал по профессии (по другим данным, был печатником). С 1926 по 1931 год был безработным. В конце ноября 1931 года вступил в НСДАП (билет № 786871) и СС (№ 19691). Шварц служил в роте СС 2/I Кассела и стал заместителем начальника охраны в коричневом доме, штаб-квартире нацистской партии в Мюнхене
После прихода Гитлера к власти 9 марта 1933 года Шварц был назначен в охранный отряд полицейского управления в Мюнхене. Под руководством Рейнхарда Гейдриха Шварц был направлен политической полицией для наблюдения за телефонной станцией газеты Münchner Neueste Nachrichten 7 июня 1933 года. В декабре 1933 года снова работал фотографом-репродуктором. В 1937 году ему было присвоено звание унтершарфюрера СС. В 1939 году был произведён в оберштурмфюреры СС.
После начала Второй мировой войны был призван в Войска СС и до октября 1940 года служил в концлагере Маутхаузен. В июне 1941 года был переведён в главное управление СС по вопросам бюджета и строительства. 20 апреля 1941 года вновь вернулся в Маутхаузен. Оттуда в конце сентября 1941 года опять был отправлен в Главное управление СС по вопросам бюджета и строительства. С ноября 1941 по август 1943 года возглавлял отдел использования рабочей силы IIIa в концлагере Освенцим. В сентябре 1942 года был награждён Крестом «За военные заслуги» 2-го класса с мечами. В 1943 году дослужился до гауптштурмфюрера СС. В марте 1943 года он отчитался перед главным административно-хозяйственном  управлением СС и сообщил о селекции людей из транспорта из Берлина, прибывшего в Освенцим незадолго до этого: «Если транспорты из Берлина будут продолжать прибывать с таким количеством женщин и детей, а также старых евреев, я не ожидаю многого в плане использования. Буне нужны прежде всего молодые или сильные фигуры.» С 16 августа и до ноября 1943 года был шуцхафтлагерфюрером в главном лагере Освенцима и сменил на этом посту Ганса Аумайера.
В ноябре 1943 года Рудольф Хёсс стал начальником управления DI и покинул Освенцим. Лагерный комплекс был разделен на три самостоятельные административные единицы. 22 ноября 1943 года Шварц стал комендантом лагеря Аушвиц III Моновиц и присоединённых к нему филиалов. В то время как коменданты главного лагеря и Биркенау были заменены через несколько месяцев, Шварц продолжал пользоваться благосклонностью своего начальника Освальда Поля.
После эвакуации Освенцима в январе 1945 года 1 февраля 1945 года Шварц стал комендантом концлагеря Нацвейлер, сменив на этом посту Фридриха Хартьенштайна. 1 февраля 1947 года французским военным трибуналом за совершенные в Нацвейлере преступления был приговорён к смертной казни. 20 марта 1947 года приговор был приведён в исполнение в Баден-Бадене.
Выживший в концлагере Освенцим узник Франц Униковер отзывался о Шварце следующим образом: «он был капризным и непредсказуемым, его очень боялись заключенные, а также эсэсовцы. На его совести было много заключенных. Шварц был одним из худших комендантов концлагерей.»